# Kurumbapet
Kurumbapet è una città dell'India di 7.412 abitanti, situata nel distretto di Pondicherry, nello territorio federato di Pondicherry. In base al numero di abitanti la città rientra nella classe V (da 5.000 a 9.999 persone).

## Geografia fisica
La città è situata a nn° nn' nn N e nn° nn' nn E

## Società

### Evoluzione demografica
Al censimento del 2001 la popolazione di Kurumbapet assommava a 7.412 persone, delle quali 3.746 maschi e 3.666 femmine. I bambini di età inferiore o uguale ai sei anni assommavano a 884, dei quali 450 maschi e 434 femmine. Infine, coloro che erano in grado di saper almeno leggere e scrivere erano 5.319, dei quali 2.958 maschi e 2.361 femmine.